# Bahsuma
Bahsuma é uma cidade e uma nagar panchayat no distrito de Meerut, no estado indiano de Uttar Pradesh.

## Geografia
Bahsuma está localizada a 29° 13′ N, 77° 58′ L. Tem uma altitude média de 223 metros (731 pés).

## Demografia
Segundo o censo de 2001, Bahsuma tinha uma população de 10,561 habitantes. Os indivíduos do sexo masculino constituem 53% da população e os do sexo feminino 47%. Bahsuma tem uma taxa de literacia de 58%, inferior à média nacional de 59.5%; com 60% para o sexo masculino e 40% para o sexo feminino. 17% da população está abaixo dos 6 anos de idade.